# Fertirrigation
La fertirrigation (également fertigation ou ferti-irrigation), mot-valise formé sur fertilisation et irrigation, est une technique agricole consistant à appliquer des éléments fertilisants solubles dans l'eau par l'intermédiaire d'un système d'irrigation.
Cette technique est notamment rendue possible par le système d'irrigation du goutte-à-goutte enterré.